# Ga Madu
Ga Madu là nhà ga trên Tàu điện ngầm vùng thủ đô Seoul tuyến 3 ở Ilsan, Hàn Quốc. Nó nằm khá gần với E-Mart.

## Bố trí ga
| Jeongbalsan ↑ |
| \| N/B        |
| ↓ Baekseok    |

| Hướng Bắc | ●Tuyến 3 | ← Hướng đi Jeongbalsan · Juyeop · Daehwa                     |
| Hướng Nam | ●Tuyến 3 | → Hướng đi Bulgwang · Jongno 3(sam)-ga · Chungmuro · Ogeum → |